# Нокс, Франклин Уильям
Франклин Уильям Нокс (англ. William Franklin Knox, в США распространено имя «Фрэнк», Frank; 1 января 1874, Бостон — 28 апреля 1944, Вашингтон) — американский газетный редактор и издатель, кандидат в вице-президенты от Республиканской партии США, секретарь военно-морских сил США (англ. United States Secretary of the Navy) во время большей части Второй мировой войны.

## Биография
Уильям Франклин Нокс родился в Бостоне, штат Массачусетс. Его родители были канады, отец из Нью-Брансуик и мать из Шарлоттаун. Его двоюродной сестрой была актриса Жаклин Уайт. Когда ему было девять лет, семья переехала в Гранд-Рапидс, штат Мичиган, где отец управлял продуктовым магазином. Учился в Алма-колледж (англ. Alma College), получив степень бакалавра.
Во время испано-американской войны вступил в армию и служил на Кубе с Мужественными Всадниками.
После войны, Нокс стал газетным репортёром в Гранд-Рапидс. Изменил своё имя на Фрэнк в 1900 году. В 1912 году стал основателем и редактором газеты (англ. New Hampshire Union Leader), поддерживает Теодора Рузвельта. Вступил в Республиканскую партию.
Во время Первой мировой войны, Нокс был сторонником американской военной готовности, а затем и участия в войне. Когда США объявили войну Германии, он вернулся в армию. Дослужился до звания майора в должности артиллерийского офицера во Франции. После войны вернулся в газетный бизнес.
В 1930 году Фрэнк Нокс стал издателем и совладельцем Chicago Daily News.
В 1936 году на выборах являлся кандидатом от республиканцев на пост вице-президента, кандидатом в президенты был Альф Лэндон. Выборы оба проиграли.

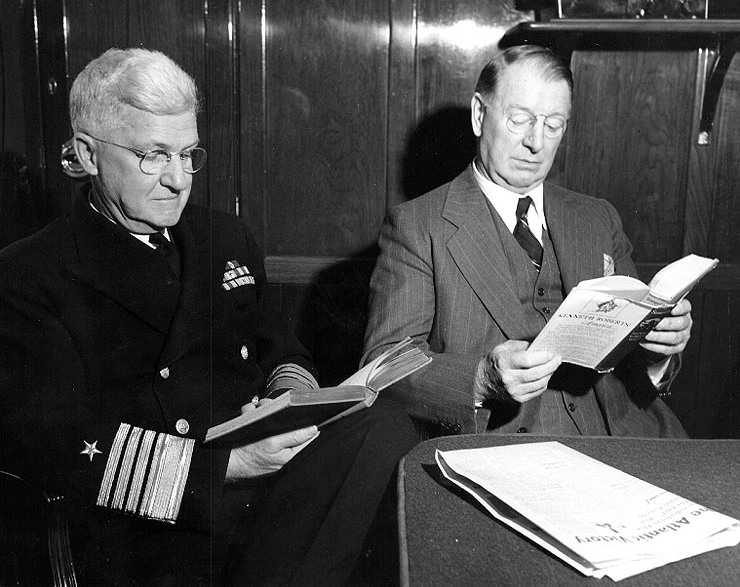
Адмирал Гарольд Рэйнсфорд Старк (Harold Rainsford Stark) и Франклин Уильям Нокс читают в поезде в Англии, 1943 год

Во время Второй мировой войны, Нокс снова был сторонником боеготовности. В июле 1940 года он стал секретарём (должность приравненная к министру) военно-морского флота США назначением демократического президента Франклина Делано Рузвельта, который стремился создать двухпартийную поддержку его внешней и внутренней политики после поражения Франции.
Как секретарь, Фрэнк Нокс осуществлял план Рузвельта по расширению флота, способного воевать как в Атлантическом так и в Тихом океанах. Он много путешествовал, с целью проверки повышения боеспособности флота.
После серии сердечных приступов, военно-морской секретарь Нокс умер 28 апреля 1944 года в своём офисе. Он был похоронен на 1 мая 1944 года в Арлингтонском национальном кладбище со всеми воинскими почестями.
В числе наград был удостоен медали «За заслуги».

## Память
Эсминец типа «Гиринг» Фрэнк Нокс DD-742 (англ. USS Frank Knox DD-742), названный в его честь, был введён в эксплуатацию в декабре 1944 года.